# Băile Olănești
Băile Olănești (magyar fordításban: kb. "Cserépfürdő") város Vâlcea megyében, Olténiában, Romániában. A települést „Izvoarele de aur”, azaz Aranyforrás néven is említik, köszönhetően az itt található, számos gyógyforrásnak, melyek jódban, brómban, nátriumban, kalciumban, kénben és klórban gazdagok, hipotón vagy izotón vegyhatásúak.

## Fekvése
Az Olt egyik kis mellékfolyója az Olănești folyó mentén helyezkedik el, a Déli-Kárpátok hegyei között.

## Történelem
Első írásos említése 1760-ból való, és az itt található forrásokról szól.
A termálvizeket először 1830-ban vizsgálták kémiai összetételük szempontjából, és jódban kifejezetten gazdagnak találták.
1868-tól kezdték építeni az első termálfürdőket.
1895-ben egy hatalmas felhőszakadást követően a források vizét elzárták a hegyekről meginduló sárlavinák (6 turista életét is követelve), a forrásokat 30 évvel később, az első világháború után találták meg ismét.
1950-ben komoly beruházásokat követően az üdülőközpontot a kommunista vezetők számára és a szovjet államvezetőknek tartották fent, és csak 1970-től nyitották meg ismét kapuit az közemberek előtt, de ekkor is még csak a Kommunista Párt elhivatott támogatói számára. A települést ekkor „Vila 1 Mai”-nak, azaz Május 1. Villának hívták. A fürdőt 1989-ig a román titkosszolgálat, a securitate ellenőrizte. A Ceaușescu család villája 1989-ben készült el, nem sokkal a forradalom kitörése előtt, ma konferenciaközpont.

## Népesség
A település lélekszámának alakulása:
- 1956 - 3.836 lakos
- 1966 - 4.619 lakos
- 1977 - 4.644 lakos
- 1992 - 4.777 lakos
- 2002 - 4.610 lakos

## Látnivalók
- Termálforrások, szám szerint 30.

## Gazdaság
A lakosság nagy része a turizmusból él, de sokan dolgoznak a mezőgazdaságban is.

## Galéria

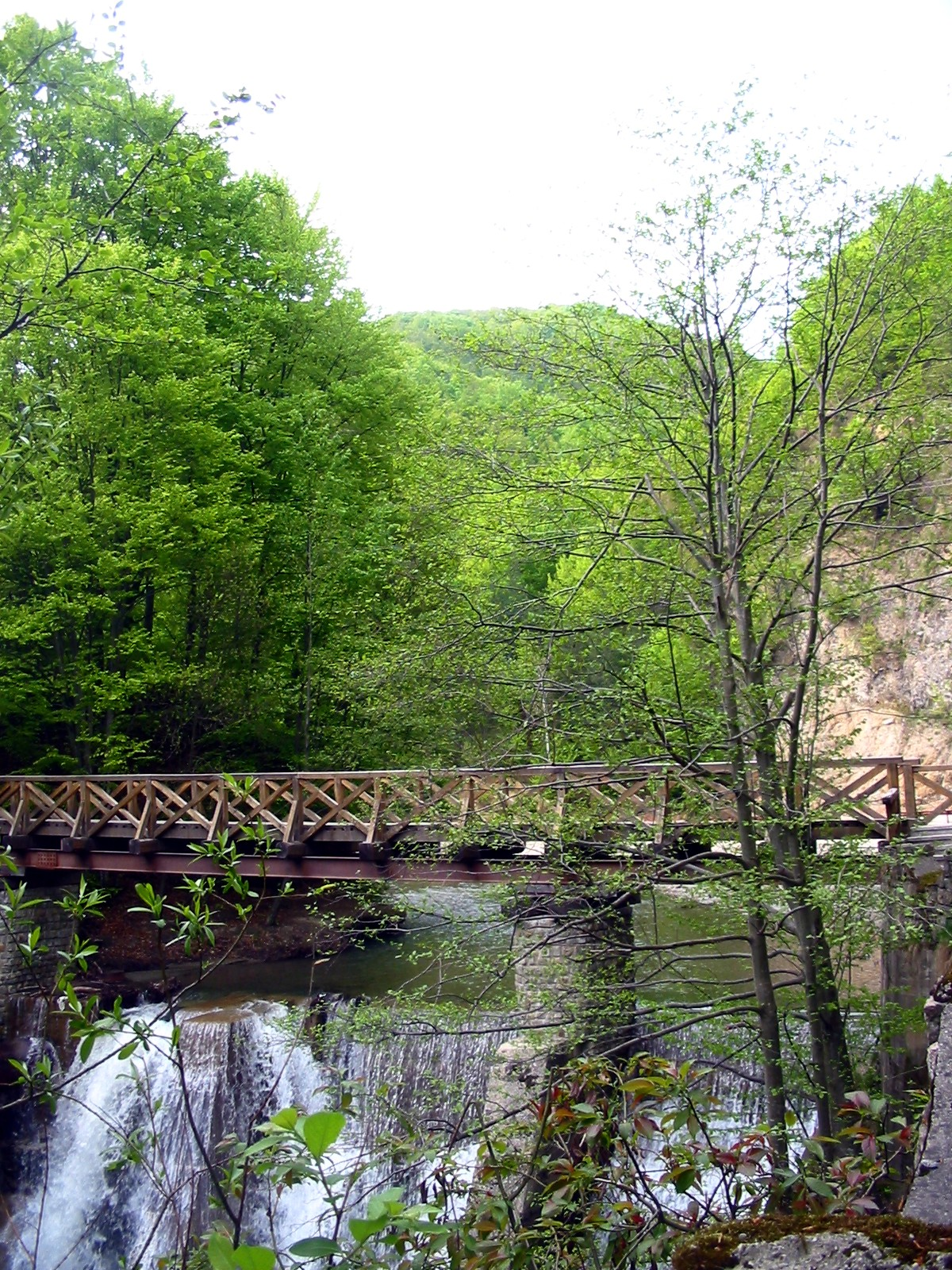
A Vízesés-híd
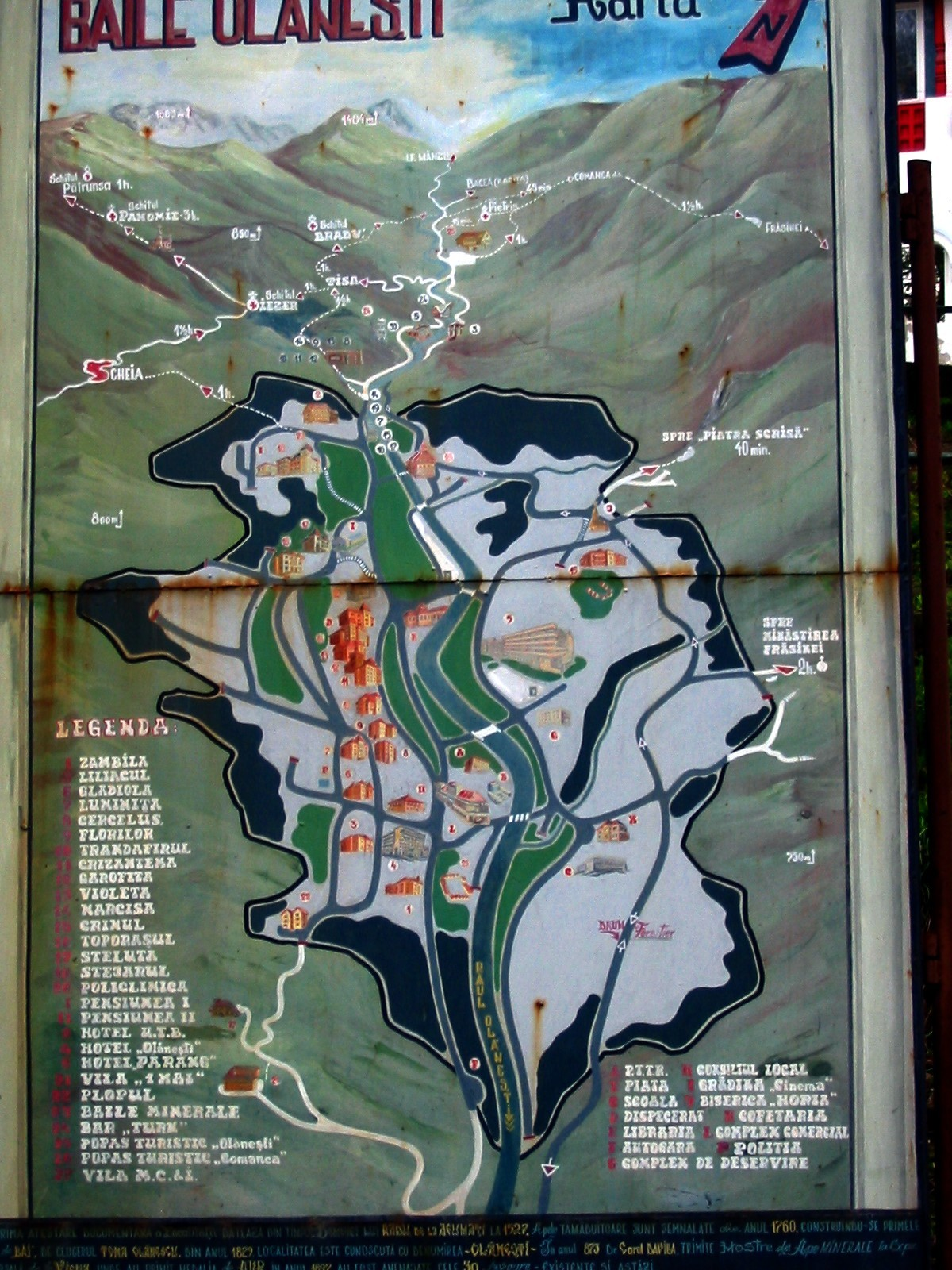
A város turistatérképe
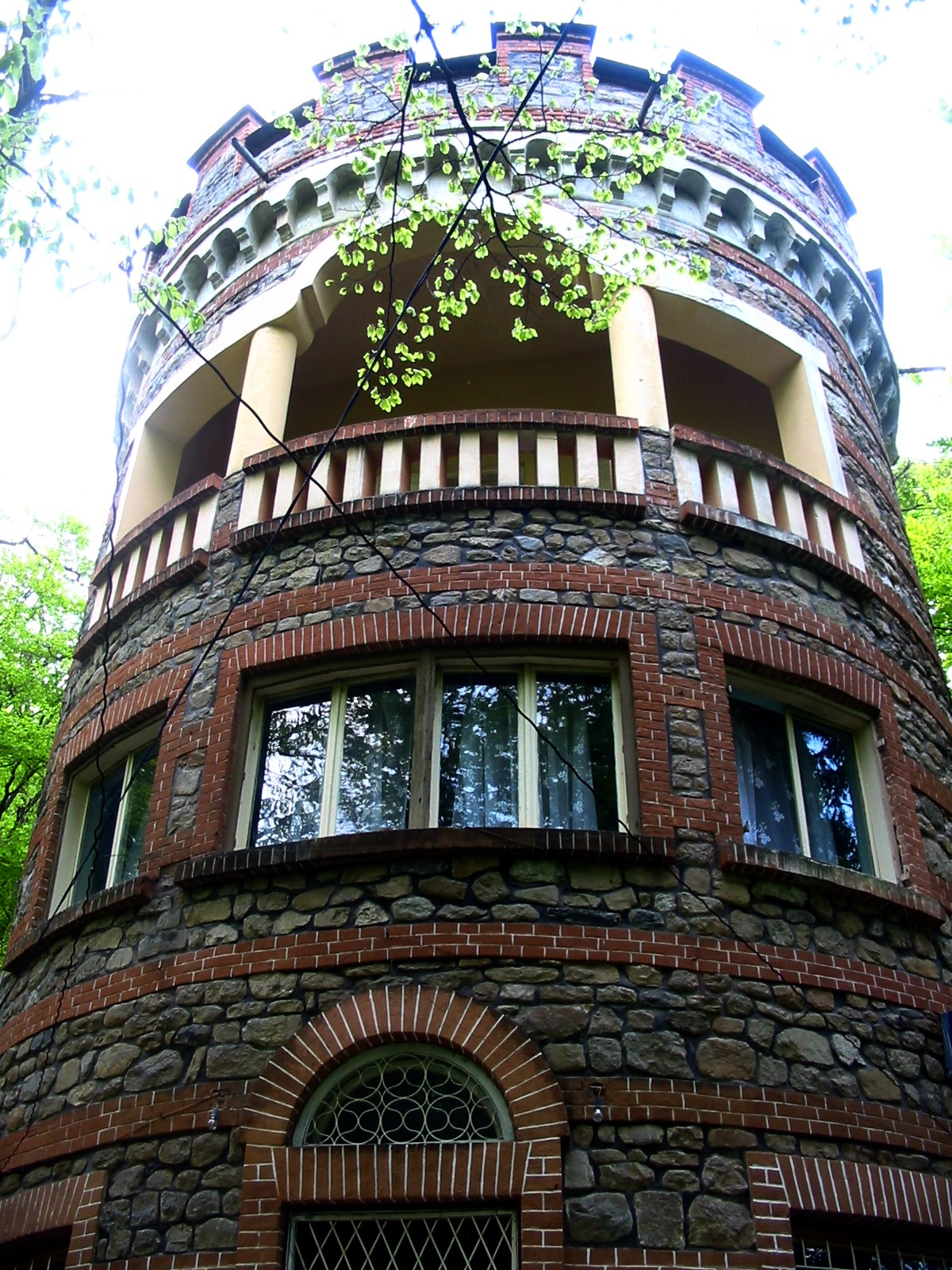
Torony söröző
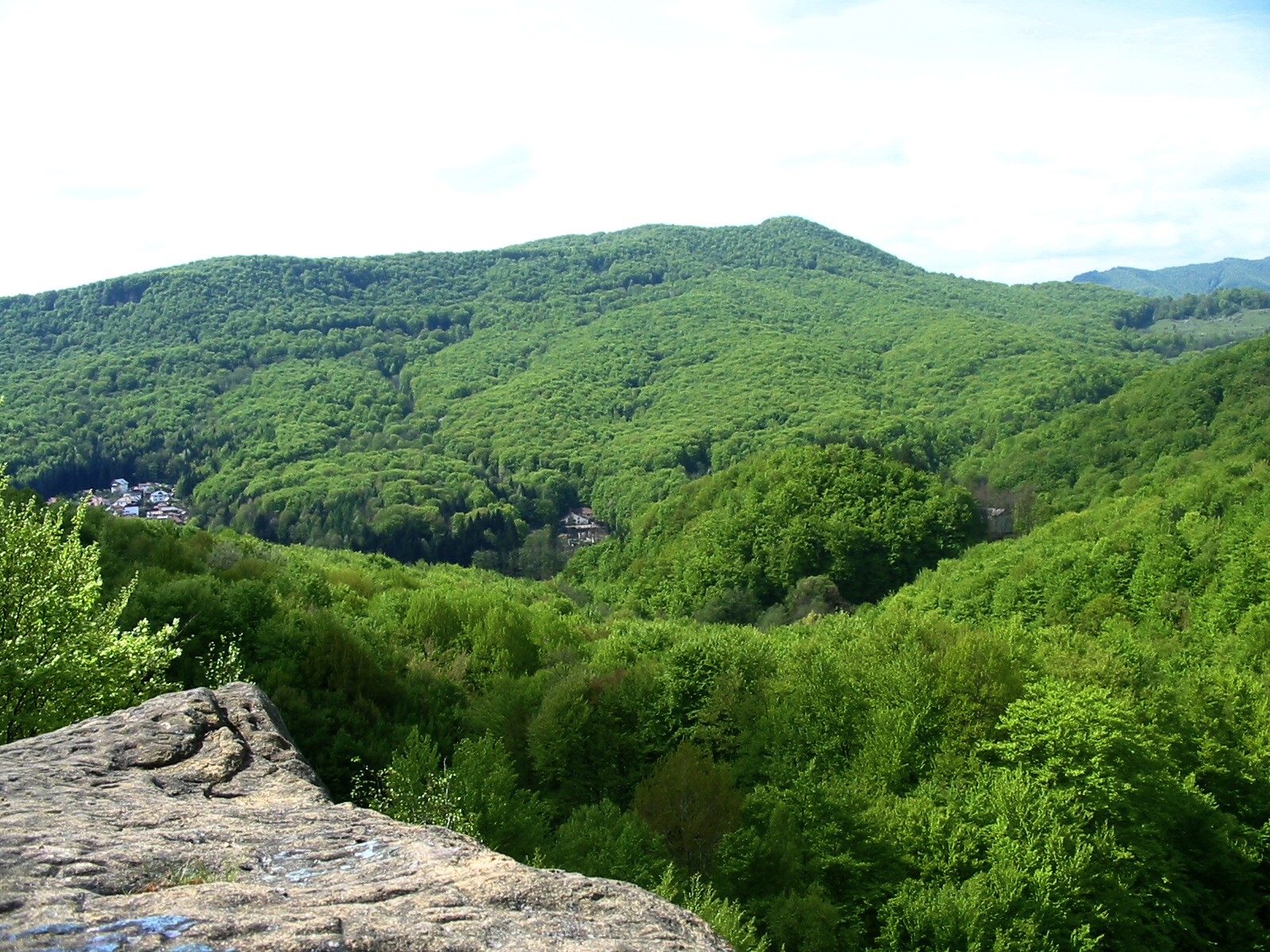
Olănești-i látkép
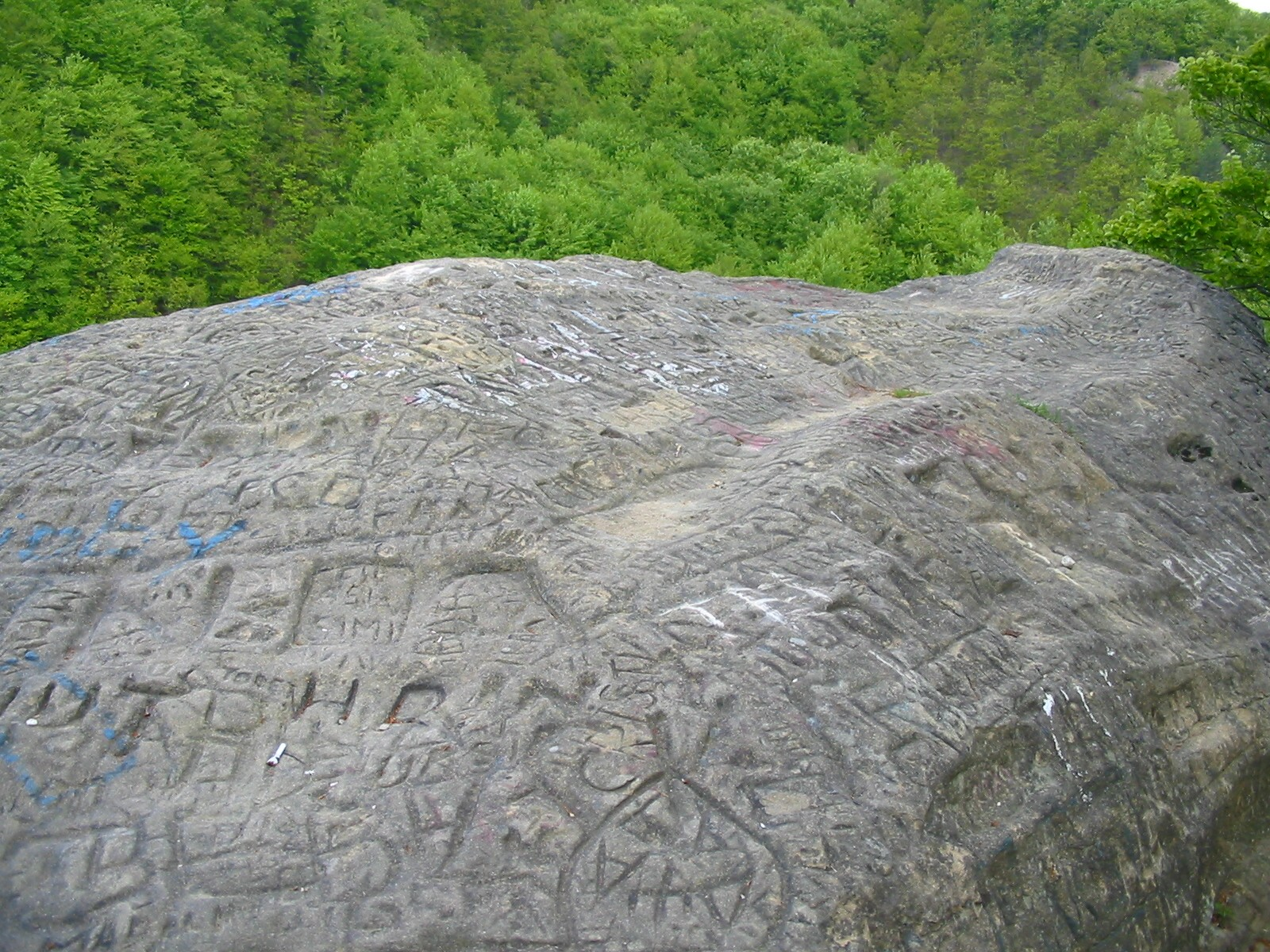
Írott kő
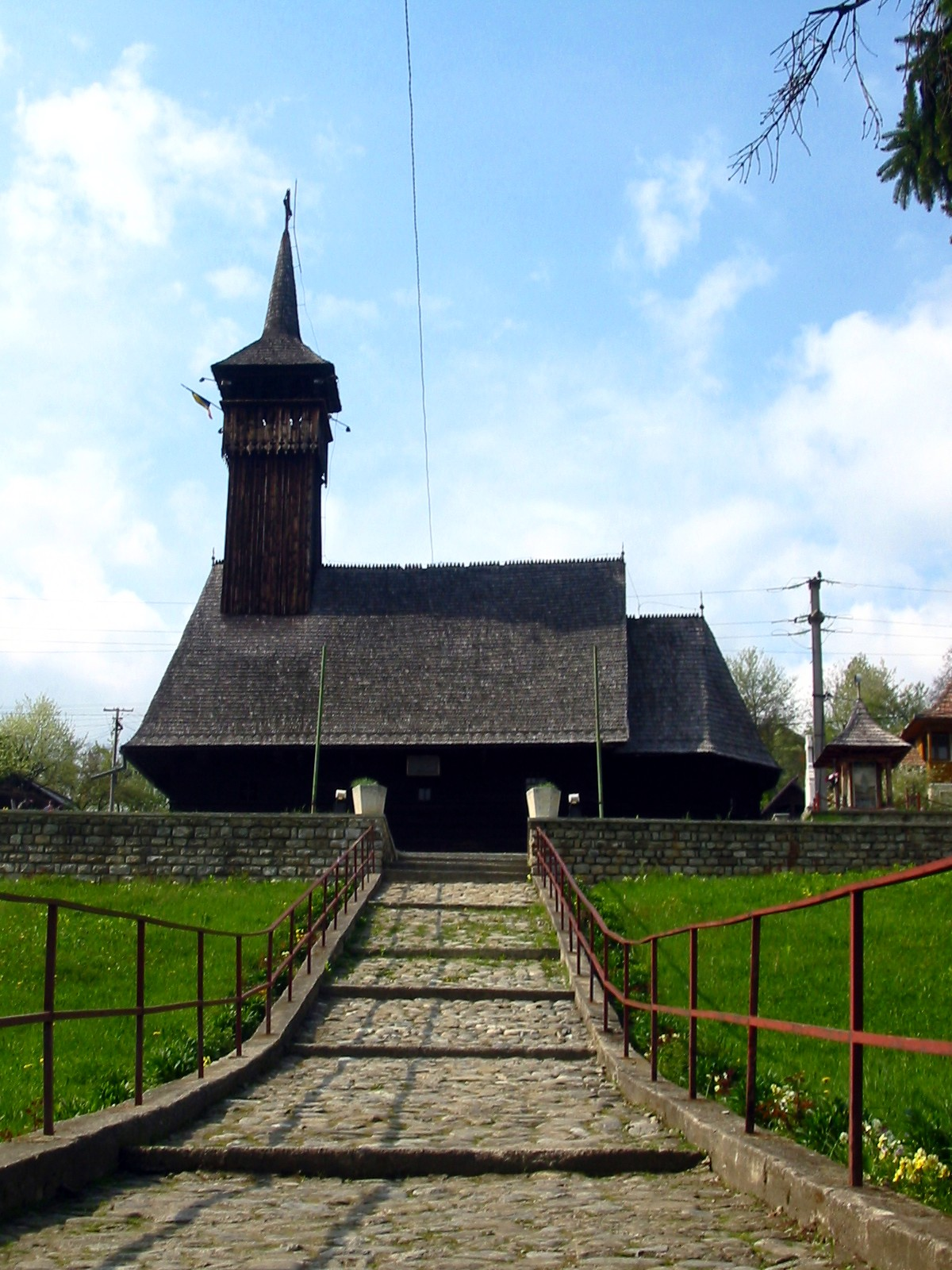
Fehérvölgyből áthelyezett és felújított Horea templom
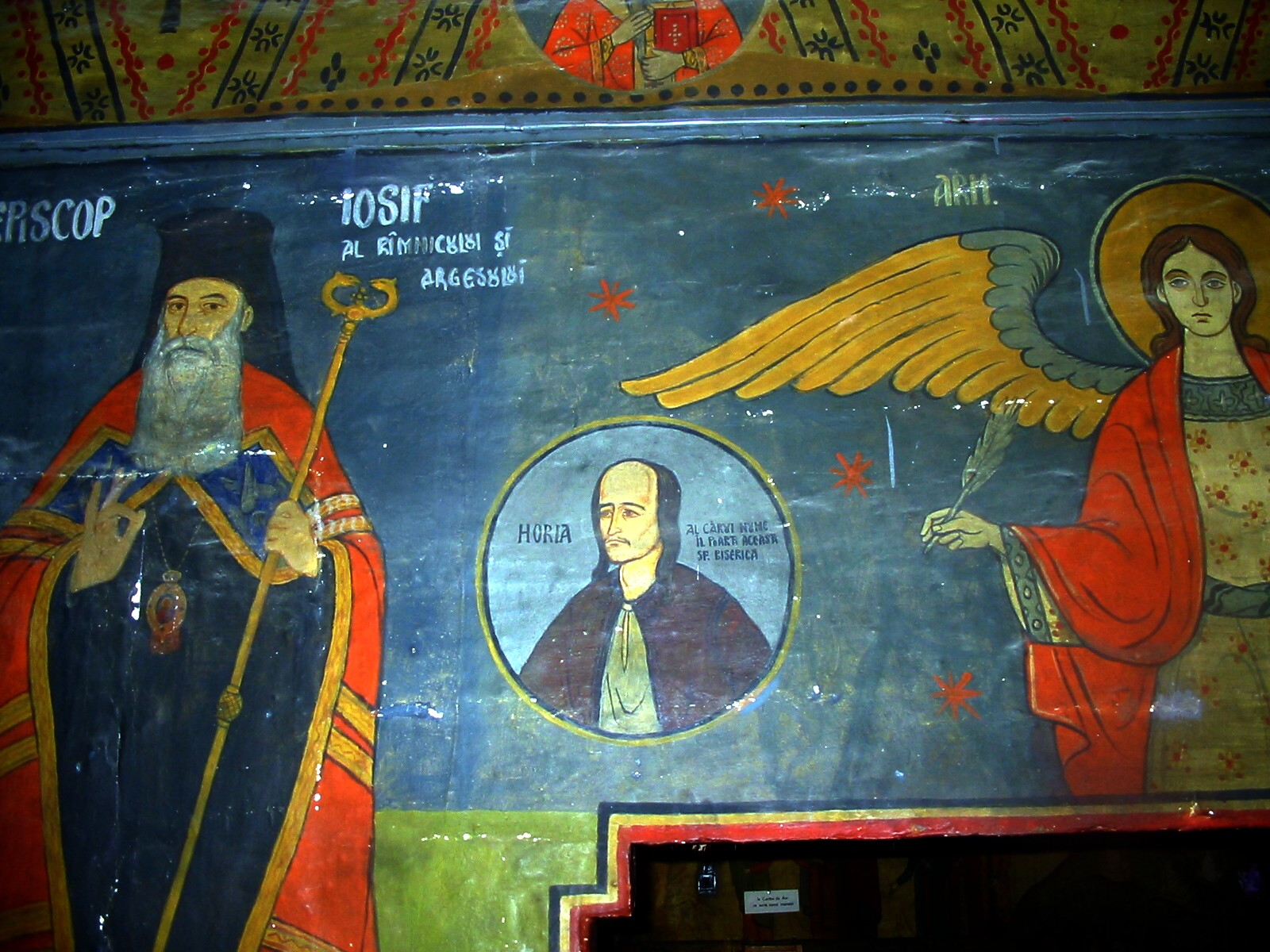
A Horea templom belseje
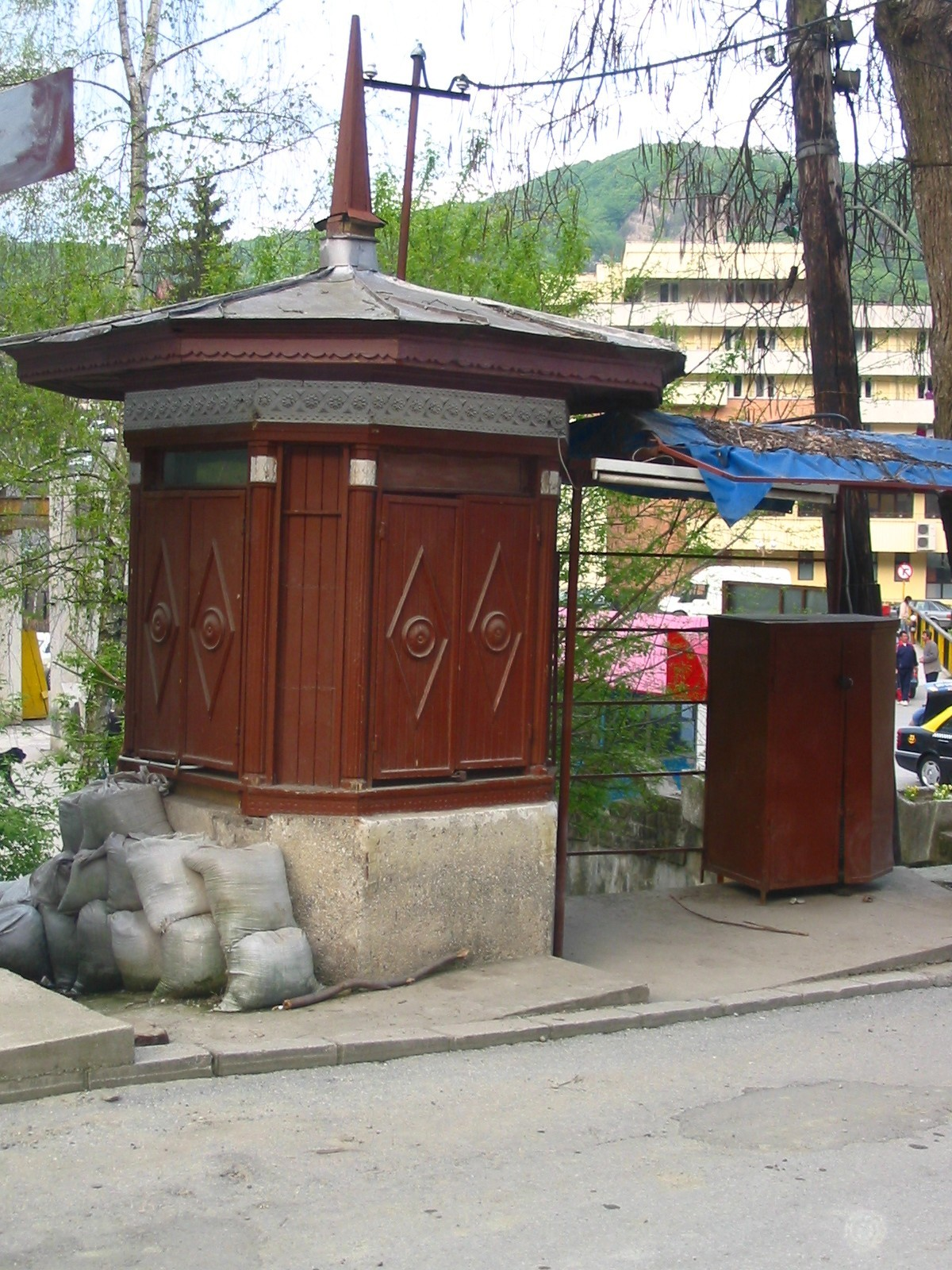
Olănești-i trafik